# Khu lăng mộ Thebes

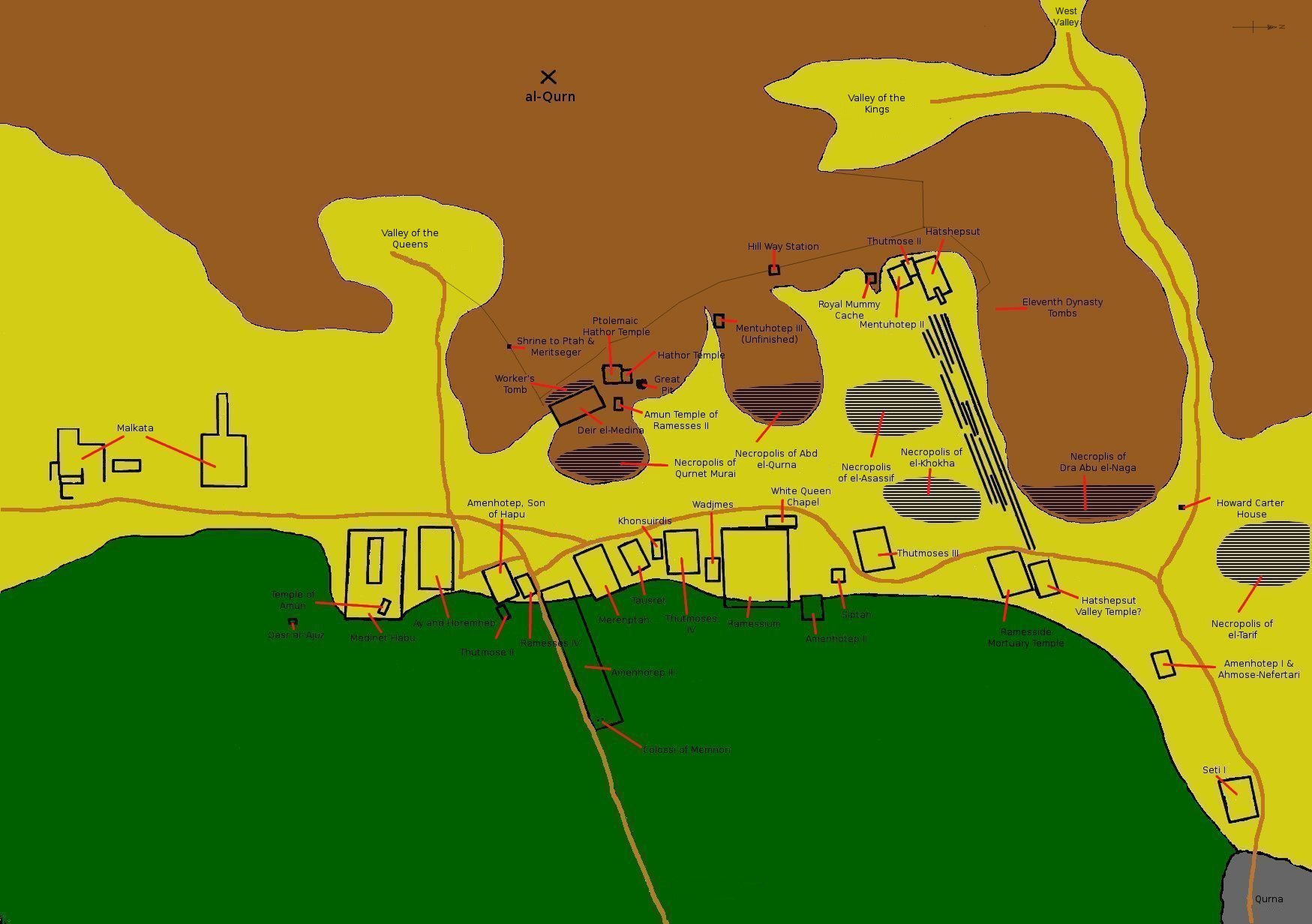
Bản đồ của Khu lăng mộ Thebes

Khu lăng mộ Thebes là một khu lăng mộ và nghĩa địa trên bờ tây của sông Nile, đối diện với Thebes (Luxor) ở Thượng Ai Cập. Nó được sử dụng cho các nghi lễ chôn cất cho phần lớn thời kỳ các pharaon, đặc biệt là trong thời kỳ Tân Vương quốc.

## Các ngôi đền tang lễ
Các ngôi đền tang lễ nằm trong Khu lăng mộ Theban:
- Deir el-Bahri
  - Đền thờ của Hatshepsut
  - Đền thờ của Mentuhotep II
  - Đền thờ của Thutmose III
- Medinet Habu
  - Đền thờ và cung điện của Ramesses III
  - Đền thờ của Ay và Horemheb
- Đền thờ của Amenhotep III 
  - Bức tượng khổng lồ của Memnon
- Đền thờ của Merneptah
- Đền thờ của Ramesses IV
- Đền thờ của Thutmose IV
- Đền thờ của Thutmose III
- Đền thờ của Twosret
- Đền thờ Nebwenenef
- Qurna
  - Đền thờ của Seti I
- Đền thờ của Amenhotep II
- Ramesseum (Đền tang lễ của Ramesses II)

## Khu lăng mộ hoàng gia
- Thung lũng các vị vua (Hiện đại: " Wadi el-Muluk ")
- Thung lũng của các nữ hoàng (Hiện đại: " Biban el-Harim ")

## Các khu lăng mộ
- HDeir el-Medina 
  - Lăng mộ công nhân
  - Đền thờ Meretseger &amp; Ptah
- Ngôi mộ của Quý tộc 
  - el-Assasif
  - el-Khokha
  - el-Tarif
  - Dra 'Abu el-Naga'
  - Qurnet Murai
  - Hoàng tử Abd Abd-Qurna